# 天明屋渚
天明屋 渚（てんみょうや なぎさ、1989年12月15日 - ）は、日本の女優。埼玉県出身。

## 人物
- 劇団俳優座27期生
- 劇団俳優座　2015年　入団
- 趣味・特技　教員免許所持（国語）/トロンボーン/絵を描くこと

## 出演作品

### 俳優座公演
- 2025年6月 俳優座公演「PERFECT」作・演出：瀬戸山美咲[1]
- 2019年1月 俳優座子ども劇場『左肩には悪い子のしるし』作：天明屋渚、演出：天野眞由美
- 2018年 俳優座研究所公演「わが闇」演出：眞鍋卓嗣
- 2017年 俳優座研究所公演「花粉熱」演出：堀越大史
- 2017年 俳優座研究所公演「ムーランルージュ」演出：森一
- 2016年 俳優座研究所公演「リア王」演出：森一
- 2016年 俳優座研究所公演「森は生きている」演出：森一
- 2015年 俳優座研究所公演「白いスケッチブック」演出：亀井光子

### 外部出演
- 2020年1月 「岸田さん短編やろうよ」（下北沢スターダスト）作：岸田國士、演出：倉本朋幸
- 2019年11月 ザ・小町「三姉妹、故郷を探す。」（オメガ東京）作・演出：平塚直隆
- 2019年8月 ヨシアシ企画「何が何でも」（リストランテオステリア）作・演出：平塚直隆
- 2018年12月 山口ちはるプロデュース「もみの木」（下北沢スターダスト）原作：アンデルセン、演出：倉本朋幸
- 2018年9月 山口ちはるプロデュースvol.18｢ロックでもない人生｣(下北沢スターダスト)作･演出：倉本朋幸
- 2018年6月 山口ちはるプロデュース「名無しの作品」（cafe&ber木星劇場）作：小林光、演出：山口千晴

### テレビ
- 2019年NHK WORLD「Easy Japanese for Work」
- 2016年NTV 「幸せ!ボンビーガール」再現VTR

### ＣＭ
- 2018年日本調剤「あなたと日本調剤　男性篇」（薬剤師役）
- 2016年 コカコーラ　「EMOTICON」 （ライブスタッフ役）

### 動画
- 2016年 橋本総業「みらいチャンネル」